# Uroxys inconspicuus
Uroxys inconspicuus là một loài bọ cánh cứng trong họ Bọ hung (Scarabaeidae).